# 原田助

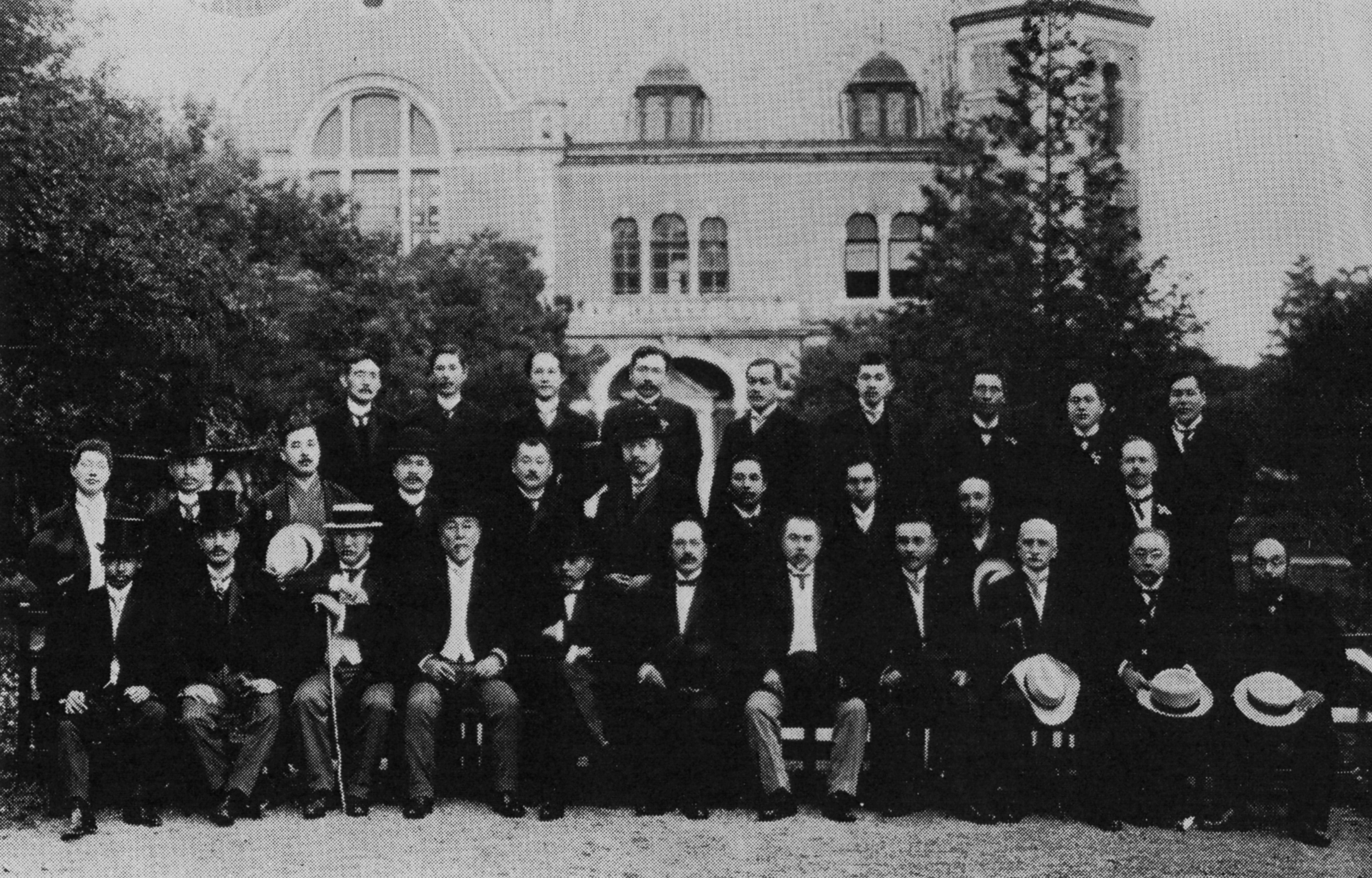
同志社大学開校記念撮影（1912年5月、前列中央が原田助）

原田 助（はらだ たすく、1863年12月20日（文久3年11月10日） - 1940年（昭和15年）2月21日）は、日本組合基督教会の牧師、同志社の第7代目社長である。第二次世界大戦下の全権バチカン公使、宮内庁式部職官長を務めた原田健の父。

## 人物
肥後国熊本藩士鎌田収の次男として生まれ、後に山鹿郡上長野村の原田家の養子となった。横井小楠の門弟である竹崎律次郎の日新堂で儒学を修めた後、熊本洋学校に入学し、L.L.ジェーンズより薫陶を受けた。
熊本洋学校の廃校の後、1876年（明治9年）から広取英語学校で学ぶが、1880年（明治13年）に同志社英学校神学科に編入し、新島襄の聖書講義に加わり、大西祝とも親交を持った。翌1881年（明治14年）にM.L.ゴードン宣教師より洗礼を受けた。1884年（明治17年）に同志社を卒業。翌1885年（明治18年）5月4日に按手礼を受けて神戸教会の牧師に就任した。
1887年（明治20年）8月に渡米してシカゴ神学校とイェール大学で学ぶ。さらに1891年（明治24年）英独に渡り諸大学で聴講した。帰国後『基督教新聞』、『六合雑誌』、『基督教世界』の編集に携わり、番町、平安、神戸の各教会の牧師を歴任した。
1907年（明治40年）1月に同志社第7代目社長に就任。1910年（明治43年）には欧米を歴訪してエディンバラ宣教会議およびアメリカン・ボード100年記念会に出席し、エディンバラ大学とアマースト大学（新島襄の母校）から名誉学位を贈られるなど、欧米における同志社の名声を上げ、1912年（明治45年）には専門学校令により同志社大学および同志社女学校専門学部の設立が認可された。しかし、原田は講演や伝道活動などで学校を空けることが多く、校務をおろそかにしているとの批判の声が上がった。やがて原田派と反原田派の間で対立が生じ、その結果、理事・監事・学部主任などの大量辞職を招き、原田自身も1919年1月をもって同志社総長（前年社長を改称）を辞任するに至った。
1920年、ハワイ大学に招聘され、1922年（大正11年）に東洋学部を創設して同大学の日本学の基礎を築く。1932年（昭和7年）病のため退職帰朝し、同大学から法学博士の名誉学位を贈られ名誉教授に推された。
1940年（昭和15年）2月21日に京都市上京区の自宅で死去。葬儀は同月25日に同志社栄光館で行われた。

## 著書
- 『信仰と理想』 (警醒社、1909年)

## 栄典
- 1915年（大正4年）11月10日  - 勲五等瑞宝章[7]